# 도요사카시
도요사카시(豊栄市)는 니가타현에 위치했던 시이다. 2005년 3월 21일 니가타시와의 편입합병으로 소멸되어 현재의 니가타시 기타구의 정령지정도시에 해당한다.

## 개요
도요사카 시내는 고도 성장기 이후에는 철도역 주변 등을 중심으로 택지 개발이 진행되어 전술한 바와 같이 니가타시의 베드타운으로서의 성격이 강해진 한편 공업단지의 정비도 진행됨에 따라 주변으로부터의 통근 유입도 있다.2000년 인구조사에서 주간 인구 비율은 77.8%로 통근·통학에 의한 유입 인구, 유출 인구는 각각 5,265명, 16,127명이다.

## 지리
에치고평야에 위치하고 있으며, 시역의 대부분이 해발고도 0-4m로 낮고 띠 모양으로 생긴 얼마 안 되는 자연 제방의 미고지에 오랜 거주지가 형성되어 왔다. 고도 성장기 이후에는 성토에 의한 택지 개발로 배후 습지로도 시가지가 확대되었다. 저지대에 1966년의 7.17 가에쓰 수해나 1967년의 8.28 우에쓰 호우, 1998년의 8.4 니가타 호우 등 여러 차례 수해에 시달려 왔으며, 이에 따라 후쿠시마가타 방수로 등 배수 시설의 정비가 진행되었다. 북부는 니가타 사구가 동서로 관통한다.

## 역사
- 1889년 4월 1일 - 정촌제 시행과 함께 구즈즈카촌, 가야마촌, 오타고야촌, 도야촌, 시마자키촌, 사사야마촌, 후지이촌, 나가바촌, 가메우라촌, 고시오카촌, 오쿠보촌, 미쓰모리촌이 성립하였다.
- 1901년 11월 1일 -  오타고야촌, 도야촌, 시마자키촌, 사사야마촌, 후지이촌, 나가바촌, 가메우라촌, 고시오카촌이 합병해 구즈즈카정, 오카가타촌, 나가우라촌이 성립하였다.
- 1906년 4월 1일 - 구즈즈카정, 오카가타촌, 나가우라촌이 합병해 기자키촌이 성립하였다.
- 1955년 3월 31일 - 기타칸바라 군 구즈쓰카정, 기사키촌, 오카타촌의 3정 2촌이 합병해 도요에이 정(인구: 26,122명)이 되었다.정사무소는 구 가쓰즈카 정사무소에 설치. 다만, 이 합병 협의회에 가입하고 있던 나가우라 촌이 합병 보류되었기 때문에, 이 시점에서의 도요에이 정은 구 오카카타 촌의 지구가 기지 상태가 된다.
- 1970년 11월 1일 - 니가타현에서 21번째로 시로 승격해 도요사카시가 되었다. 인구 규모는 19번째로  32,715명이었다.
- 2005년 4월 1일 - 니가타시에 편입 합병되었다.

## 교통

### 도로
- - 국도 7호선
  - 국도 113호선

### 철도
- 동일본 여객철도
  - 하쿠신 선

## 같이 보기
- 기타구 (니가타시)
- 도요사카역